# Vir
Vir (olaszul Puntadura, dalmátul Punta de Ura) sziget Horvátország területén fekszik, az Adriai-tengeren, Zára várostól 25 km-re északnyugatra. A sziget egy 390 m-es híddal kapcsolódik a szárazföldhöz, és csak egyetlen várossal rendelkezik, szintén Vir néven, 1608 lakossal egy 2001-es felmérés szerint.
A sziget neve egy volt dalmáciai tájszóból, a ueru szóból származik, ami magyarul legelőt jelent.

## Túlnépesedés
A nyári időszakban a sziget túlnépesedik a sok turista és a sziget mérete miatt. Rengeteg magántulajdonú üdülőház van a szigeten, amelyeket 1980 után építettek a jugoszláv kormány döntésére, miután felhagytak az atomerőmű építésével. Emiatt az ingatlanárak nagyon leestek, így hát rendkívüli módon nagyon sok ember tudna rengeteg földet venni.
Mivel soha nem építették meg az atomerőművet, rengeteg ház épülhetett meg. Ezek közül sokat lebontásra ítéltek meg, mivel a tulajdonosi engedélyek nem felelnek meg a városi fejlesztési terveknek. 2006-ban a Környezetvédelmi Minisztérium 400 építményt ítélt lebontásra. A lebontás kisebb diplomáciai botrányt okozott Horvátország és Magyarország között, mivel sok lerombolt ház magyar tulajdon volt.
Mindazonáltal az év többi részében Vir egy barátságos és csendes sziget és a lakatlan területeken mediterrán jellegű a táj és a vízpart.

## Jellegzetességek
A sziget nem sok látnivalóval dicsekedhet, és az a kevés sem olyan nagy jelentőségű. A turisták által északon felfedezett vörös sziklák gyönyörű látványt nyújtanak és a sziget egyik csücskénél egy bástya is található. A szigetet körülvevő Adriai-tengernek elég változatos az élővilága: található a sós vízben például tengerisün, tengeri uborka, rák, különböző halak és növények. A sziget egyetlen kapcsolata a szárazfölddel egy híd, amely 25 kilométerre található Zára városától.

## Galéria

Vir, 2008
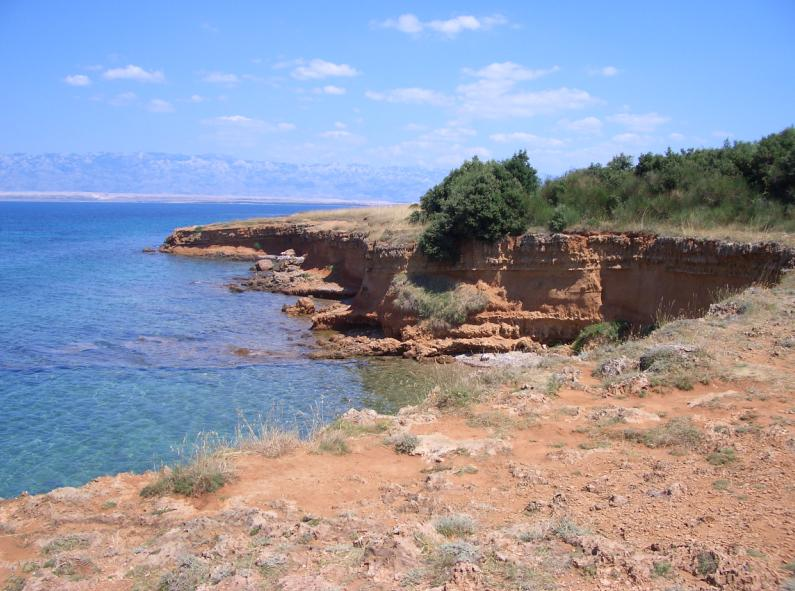
Az északon lévő vörös sziklák
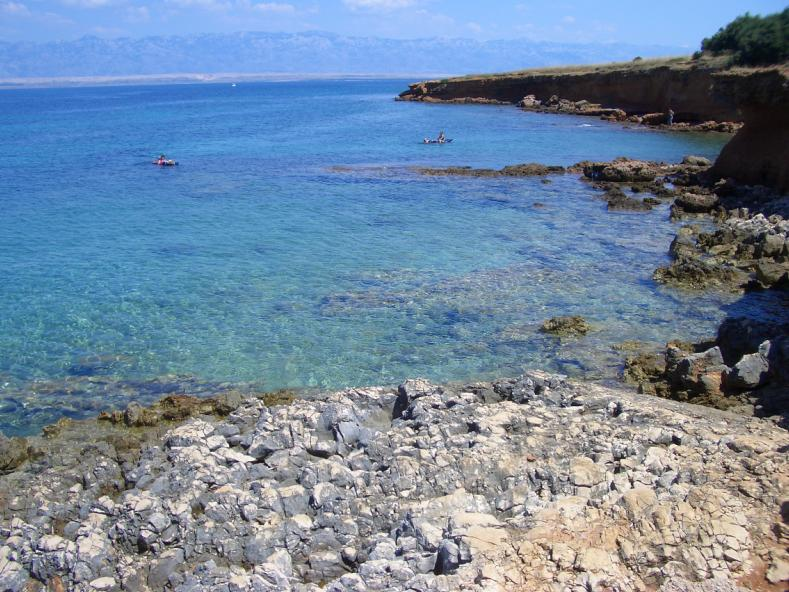
Az északon lévő vörös sziklák és a tenger, a háttérben pedig a Pag sziget
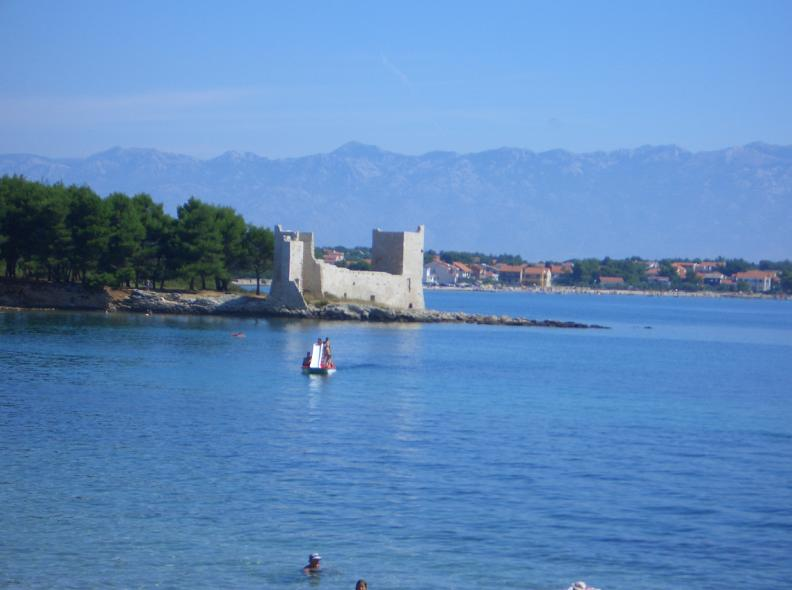
A velencei erőd a sziget egyik kisebb csücskénél
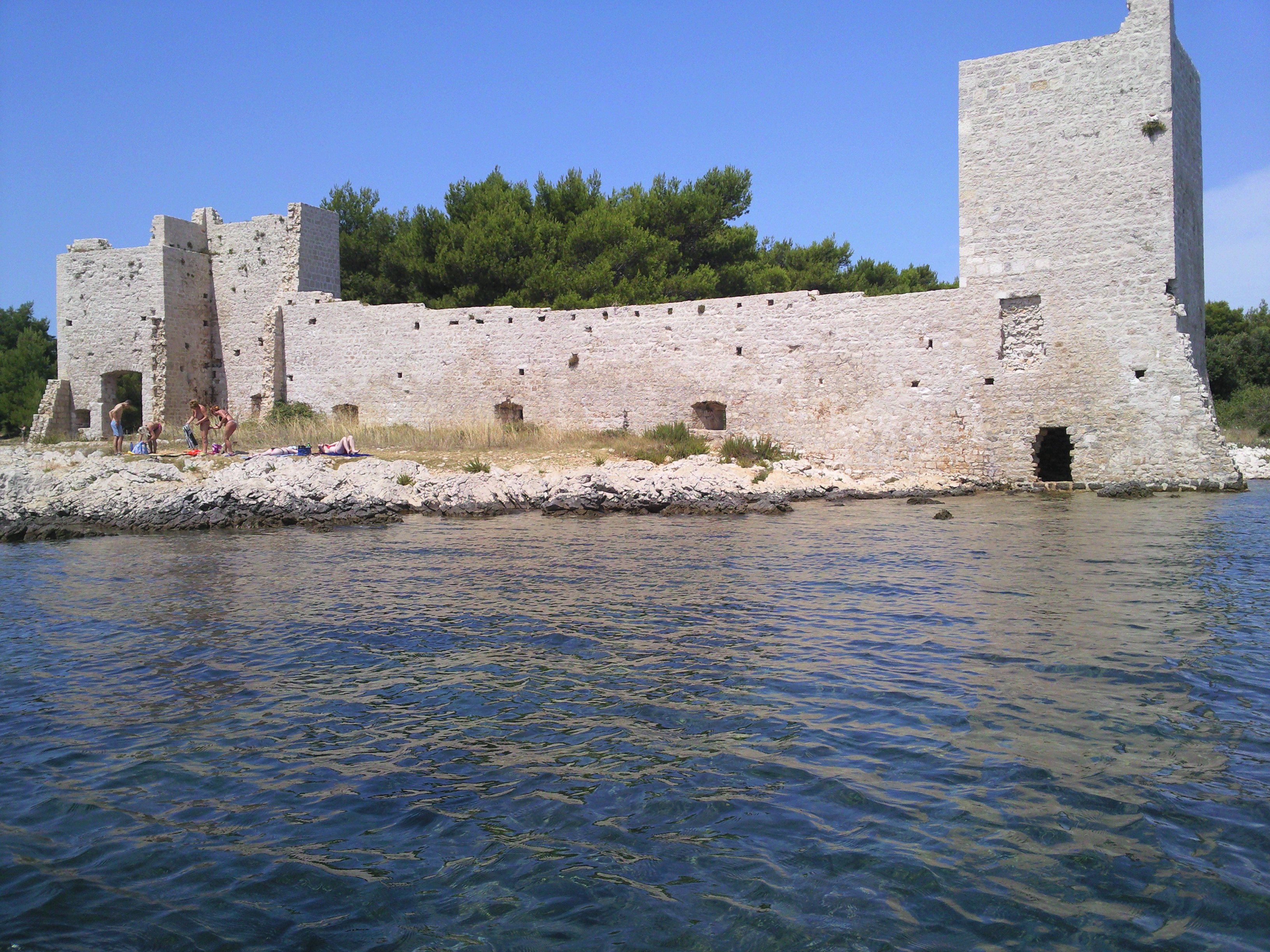
A Kaštelina nevű erőd
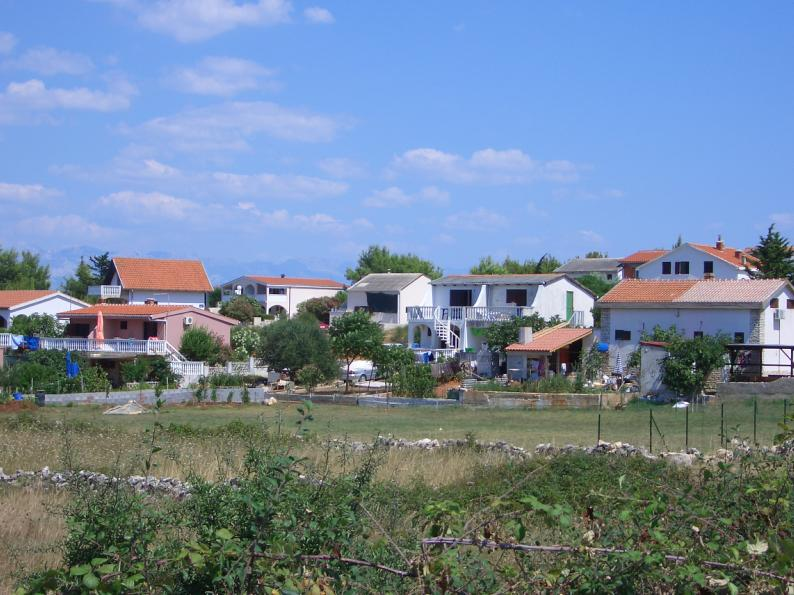
Házak a vörös sziklák környékén
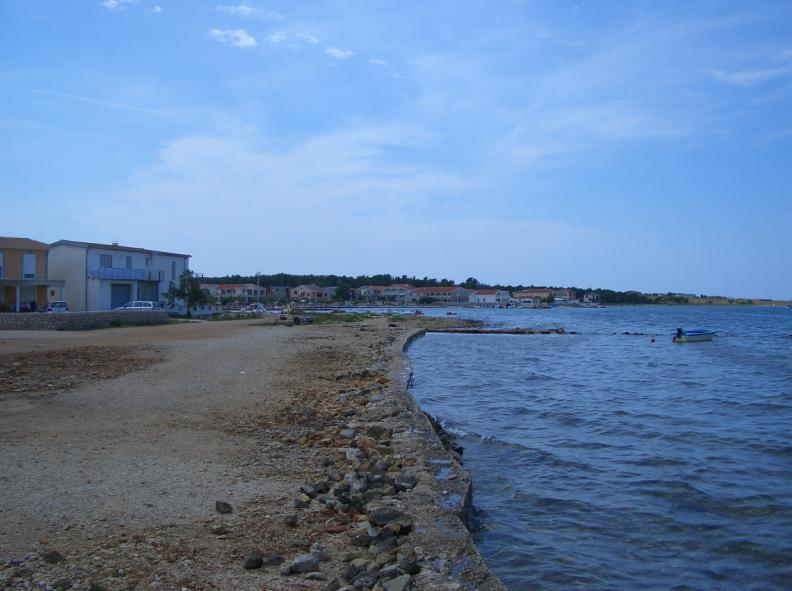
A Vir északi partja
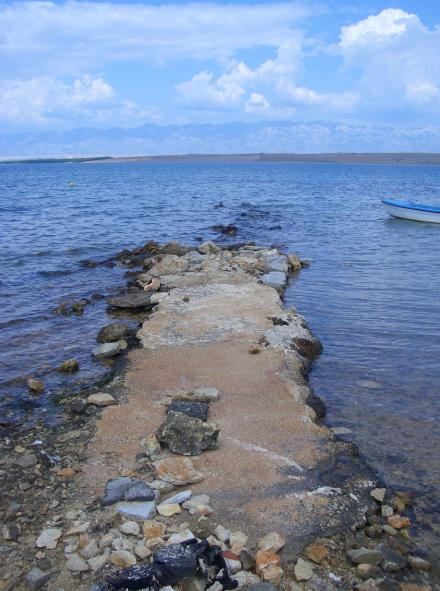
A Vir északi partja, a háttérben Pag szigete
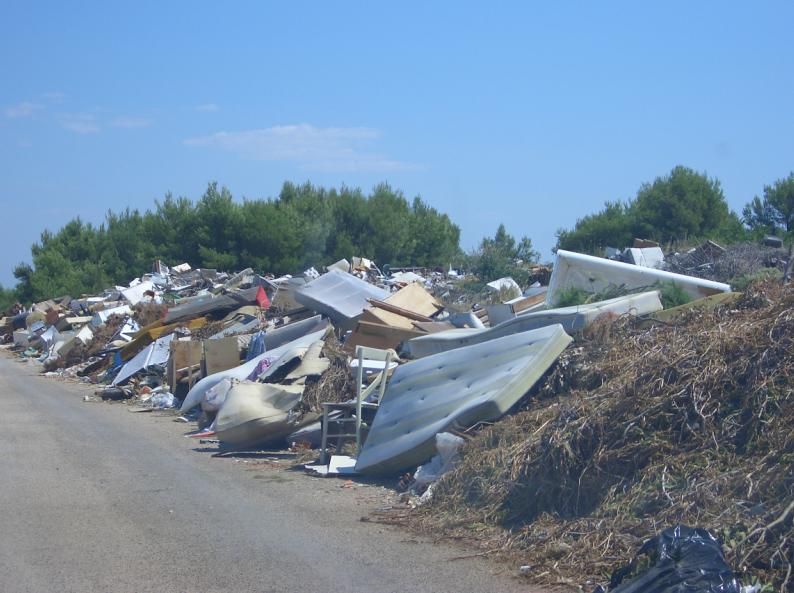
A vörös sziklák környékén jó pár ilyen szemétdomb található, amely elrontja a táj szépségét
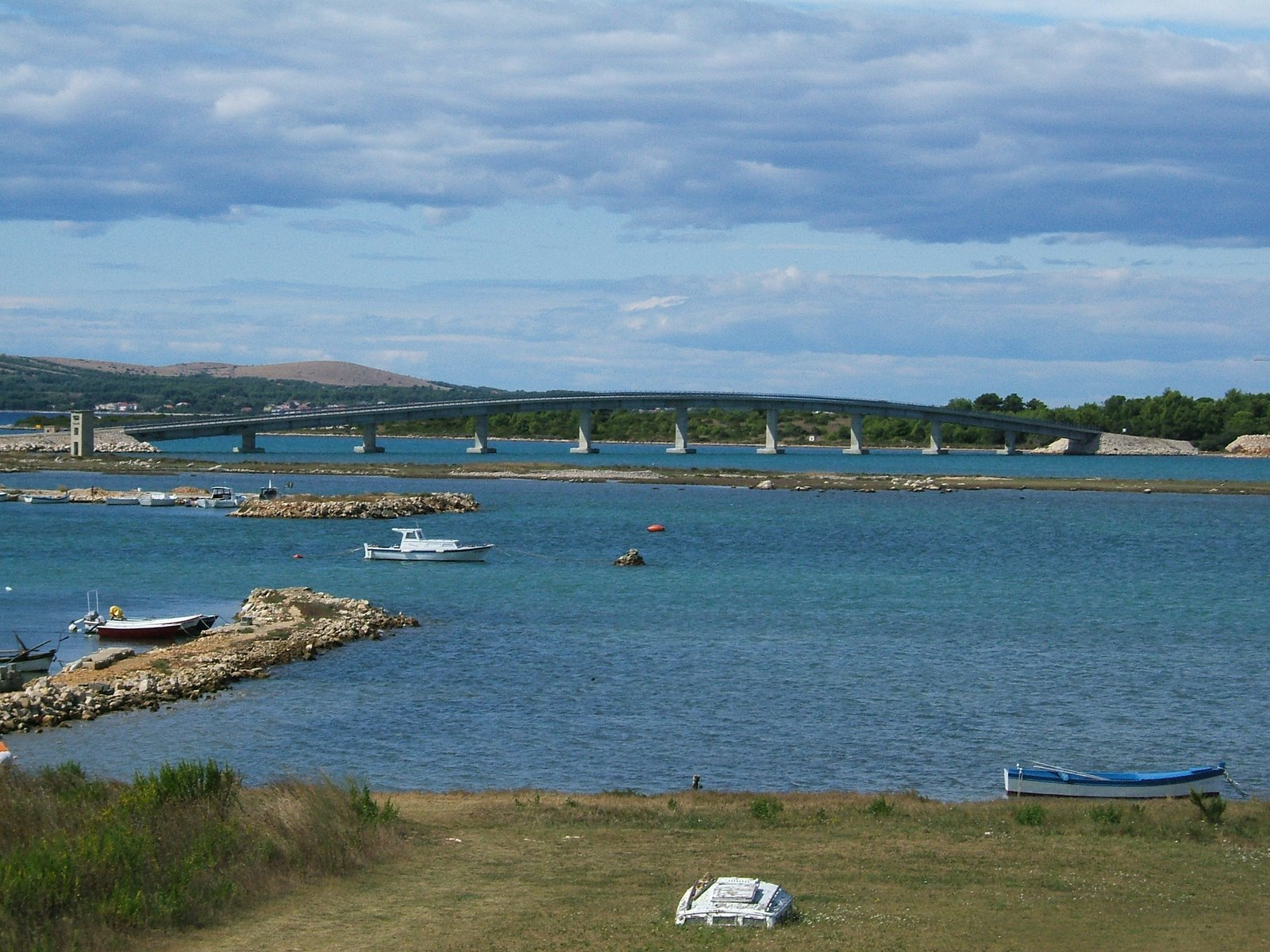
A Viri-híd

## Külső hivatkozások
- Hivatalos honlap (horvátul)
- Vir.lap.hu – Linkgyűjtemény